# Швидкісний трамвай Сан-Хосе
Швидкісний трамвай Сан-Хосе (англ. Santa Clara Valley Transportation Authority light rail) — система ліній легкорейкового транспорту що обслуговує місто Сан-Хосе, округ Санта-Клара та Кремнієву долину у штаті Каліфорнія, США. Система обслуговується вагонами японського виробництва.

## Історія
Початкова ділянка була відкрита в 1987 році, після цього система постійно розвивалася. На червень 2018 року в місті 62 станції.

## Лінії

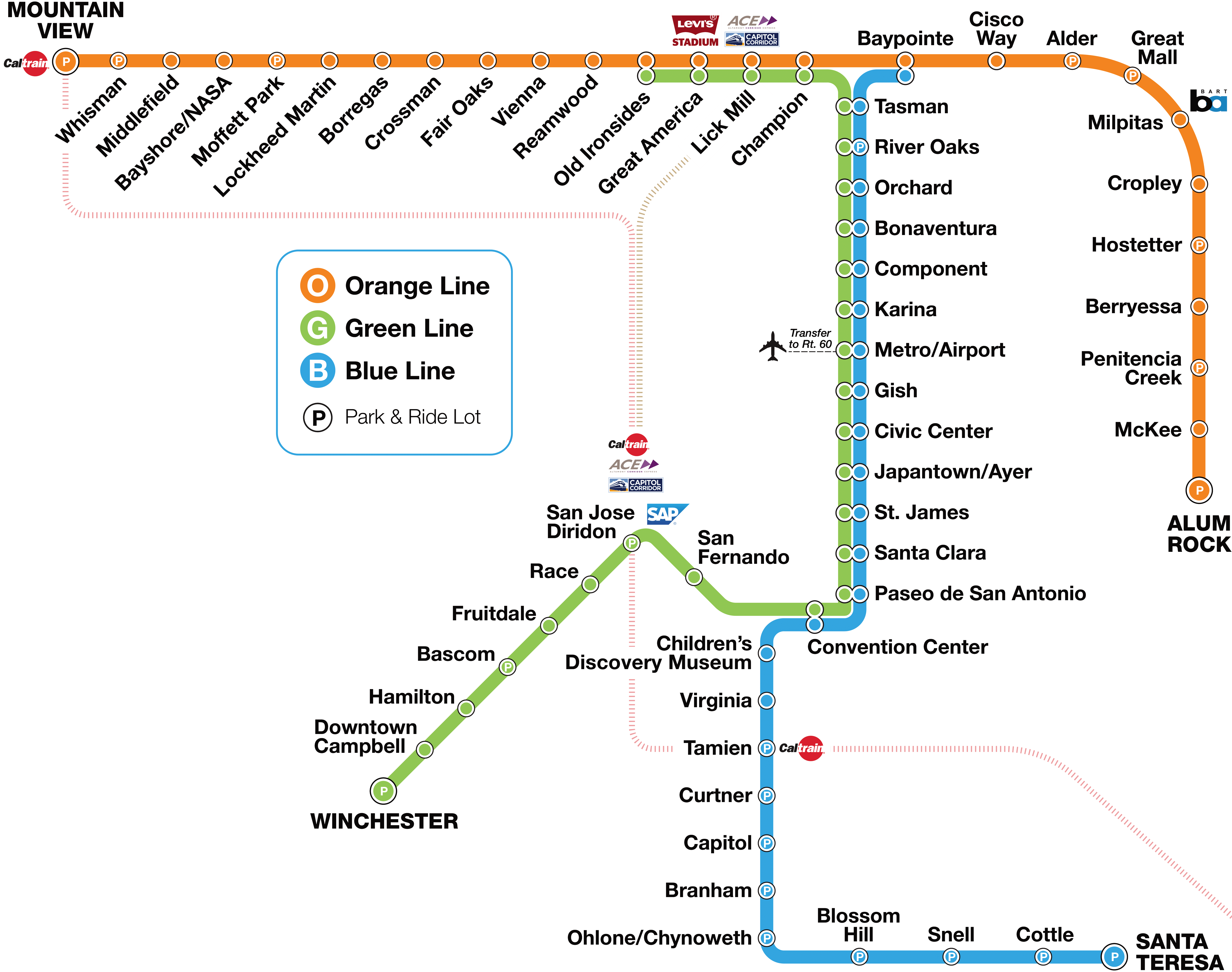
Мапа мережі станом на початок 2020-х

В місті існує три лінії що позначаються на мапах різними кольорами, але в офіційних паперах частіше використовується назва за кінцевими станціями маршруту, також лінії позначаються номерами маршрутів.
Блакитна лінія  також відома як Алем-Рок — Санта-Тереса, або маршрут 901 — складається з 36 станцій та 38,9 км. Починається на станції «Алем-Рок-Пересадкова» у східній частині Сан-Хосе, далі прямує на північ вздовж Капітолійського проспекту. Потім повертає на захід в центр міста, зі станції «Тасман» починається спільна з Зеленою лінією ділянка в центрі Сан-Хосе, маршрут якої прямує на південь. Спільна ділянка складається з 14 станцій, три з яких побудовані на одноколійній ділянці (колії прокладені по сусідніх паралельних вулицях). Після станції «Виставковий центр» лінія розділяється з Зеленою та прямує далі на південь до кінцевої станції «Санта-Тереса» у південній частині міста. Південна частина лінії побудована вздовж основних шосе або в розділювальній смузі. Подорож між кінцевими станціями займає приблизно 70 хвилин.
Зелена лінія  також відома як Маунтін-В'ю — Вінчестер, або маршрут 902 — складається з 38 станцій та 35,9 км. Починається на заході від станції «Маунтін-В'ю» у місті Маунтін-В'ю, поблизу станції знаходиться також залізнична платформа, далі прямує на схід у центр міста. Після проходження центральної спільної ділянки з Блакитною лінією прямує на південний захід. Біля станції «Сан-Хосе-Діридон» розташований центральний залізничний вокзал міста з якого курсують потяги Amtrak. Маршрут лінії закінчується на станції «Winchester» у місті Кемпбелл.
Помаранчева лінія 
- до 2019 — Олоні — Альмаден або маршрут 900 — складалася з 3 станцій та 3,5 км. Починається на станції «Олоні» на якій була пересадка на Блакитну лінію, далі прямувала на південний захід до станції «Альмаден».

## Розвиток
Докладніше: Silicon Valley BART extension
Будується розширення лінії БАРТ до станції «Бер'єса» з якої буде пряма пересадка на станцію Блакитної лінії «Монтаг'ю». Таким чином буде створена пряма пересадка зі швидкісного трамваю Сан-Хосе на метрополітен Затоки Сан-Франциско, що обслуговує всю агломерацію. Відкриття пересадки заплановано на кінець 2018 — початок 2019 року.

## Галерея

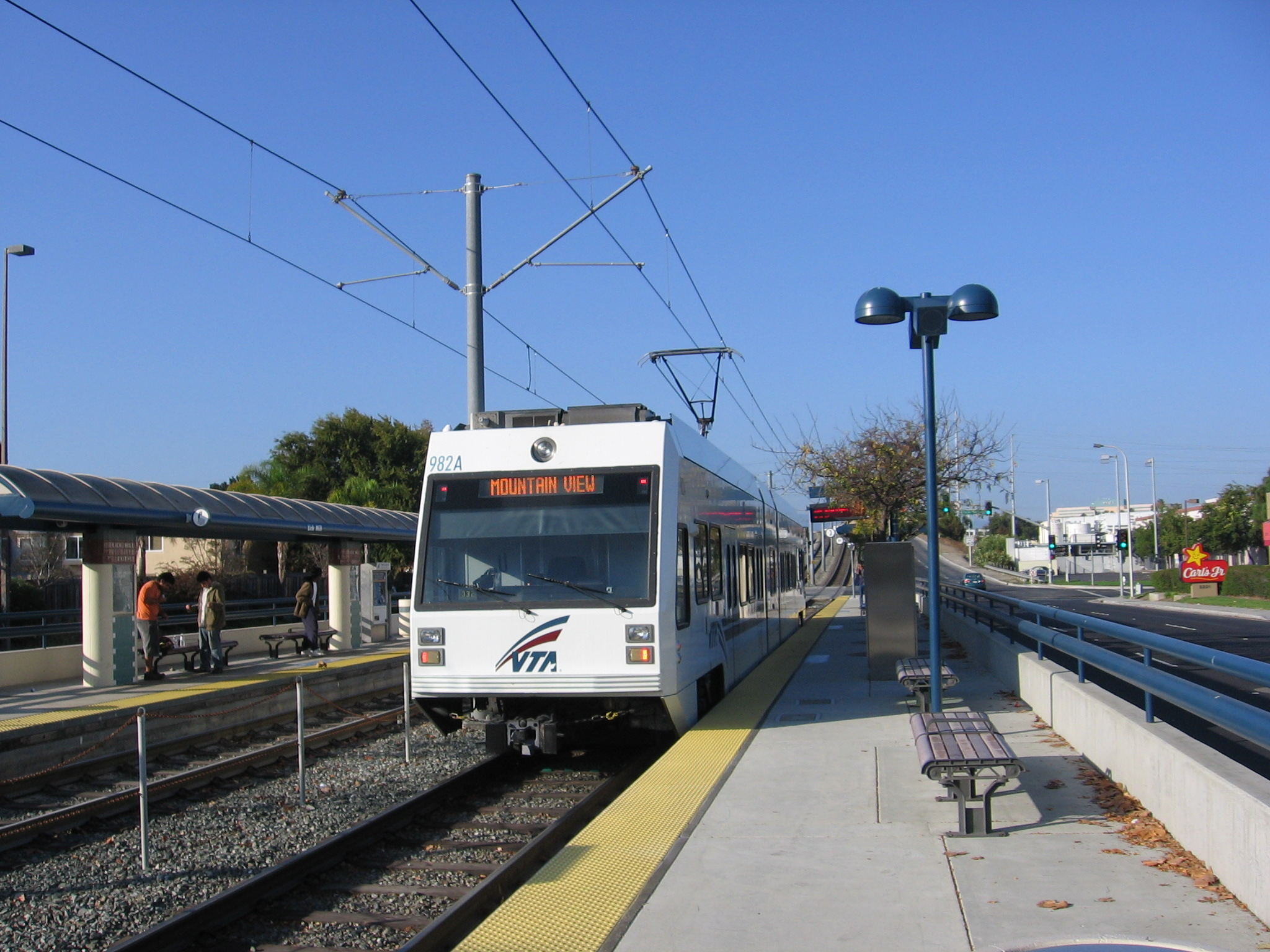
Станція «Lick Mill»
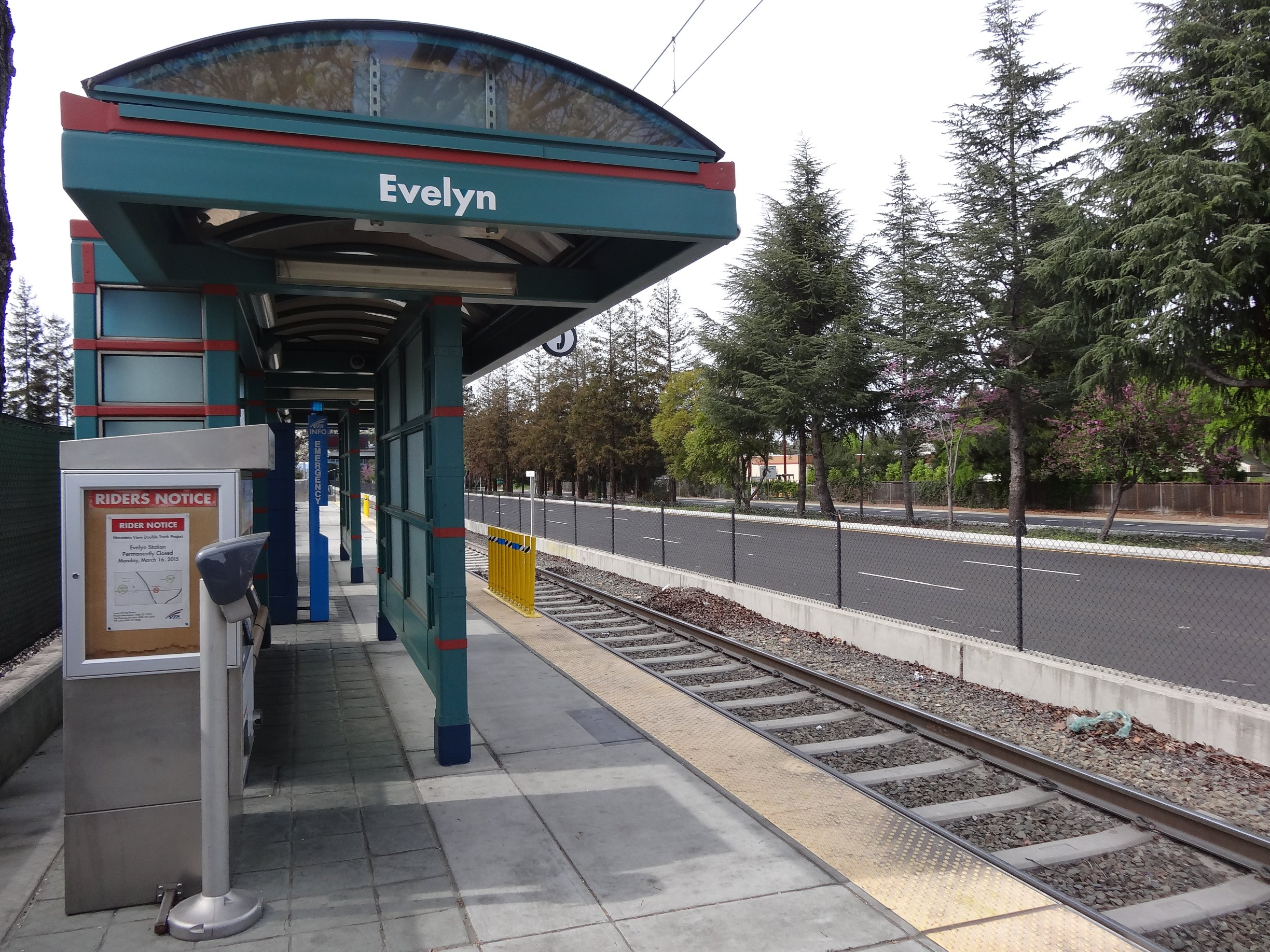
Станція «Evelyn»
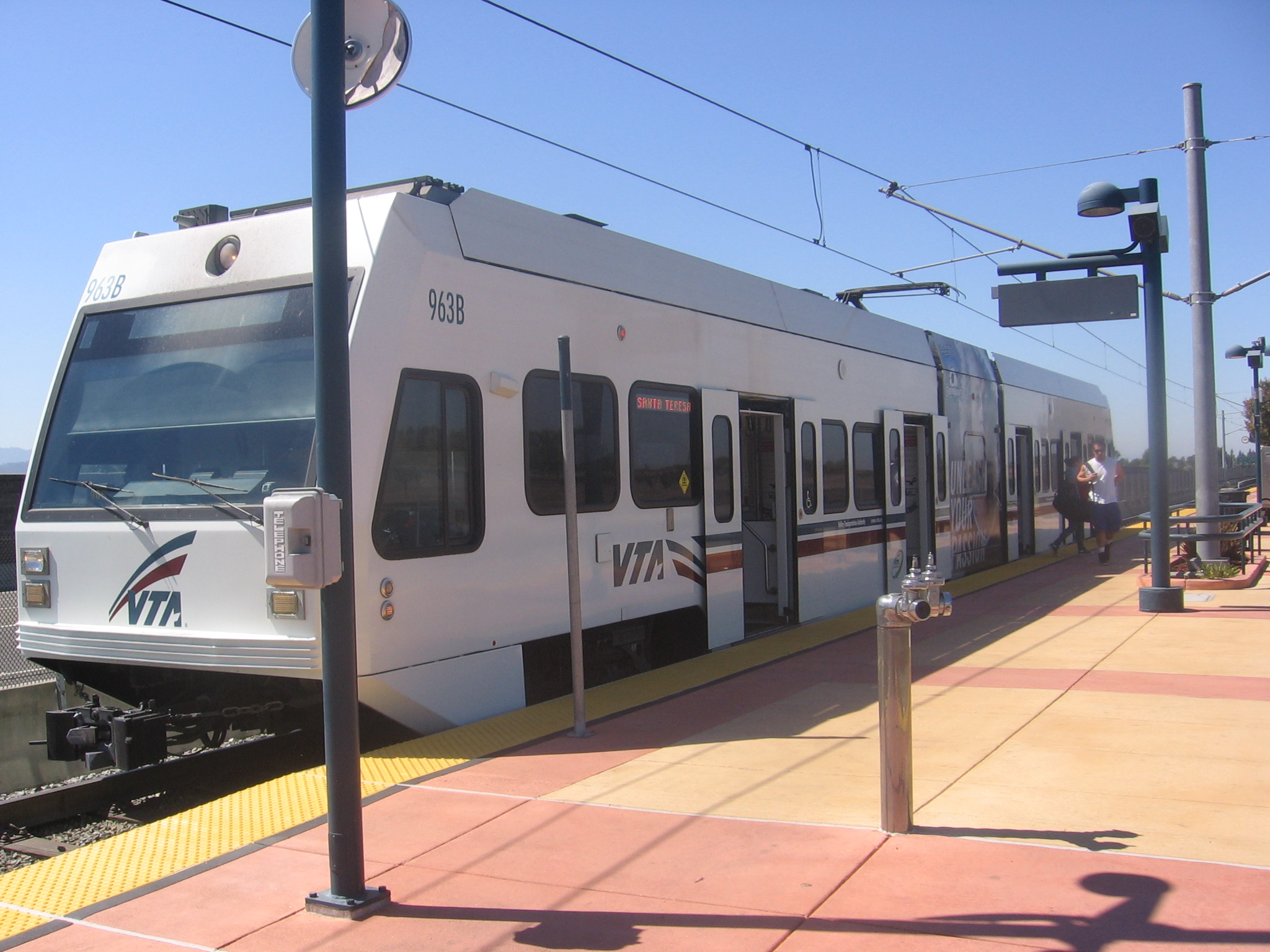
Трамвай на станції «Blossom Hill»
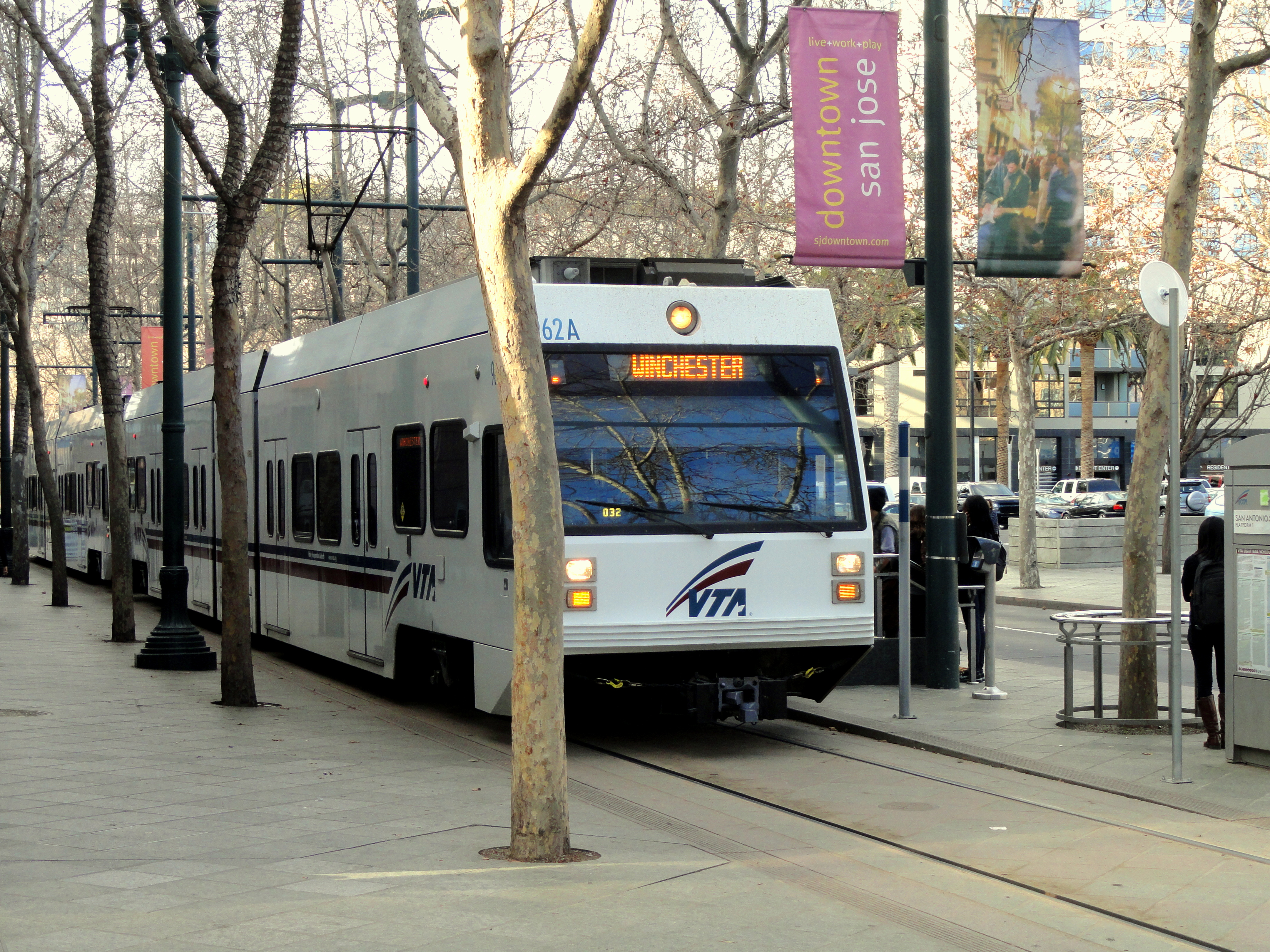
Трамвай на вулицях міста
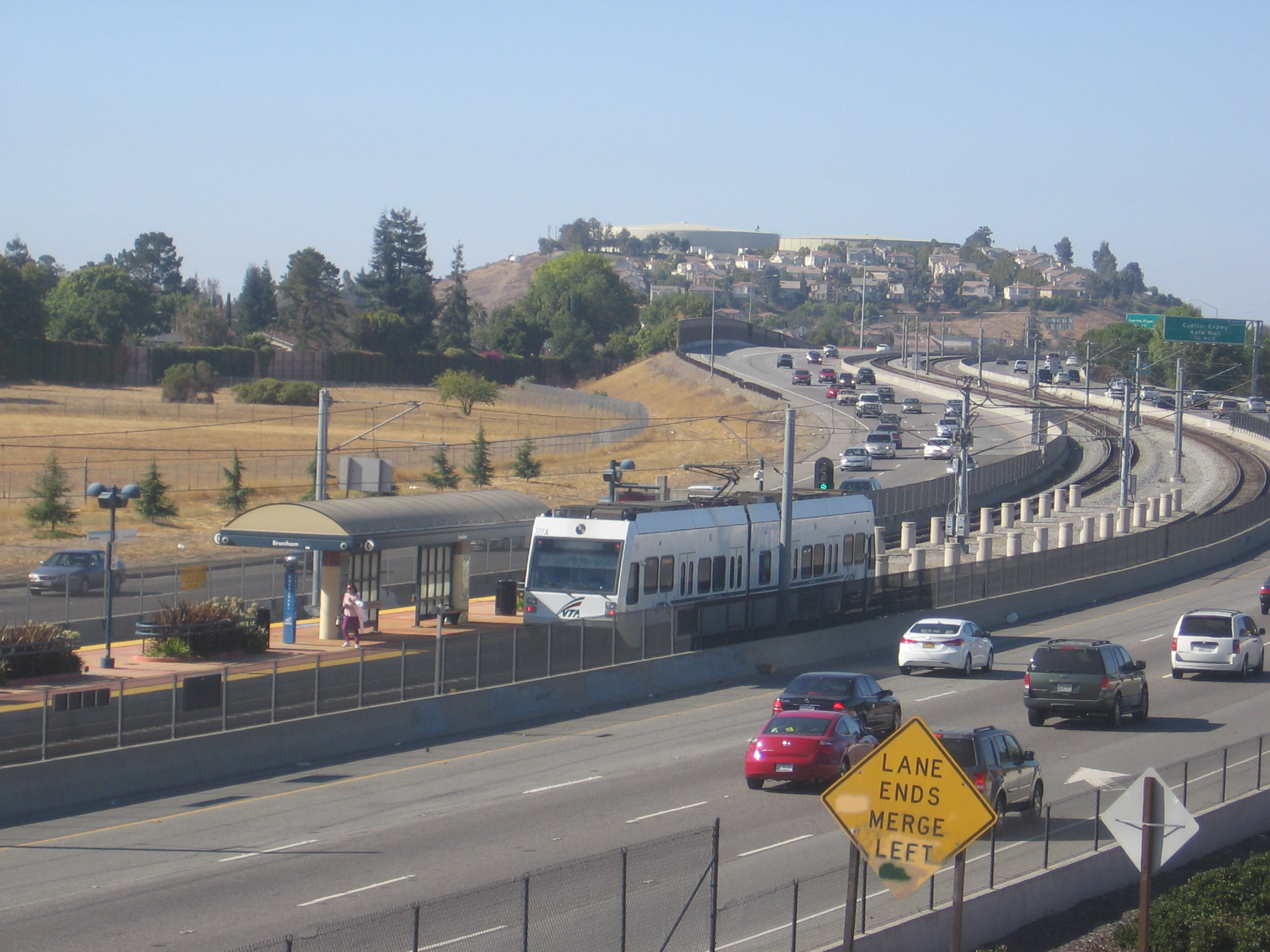
Станція «Branham», побудована у розділювальній смузі шосе